# Gheorghe Chiper
Gheorghe Chiper (Miercurea Ciuc, 8 april 1978) is een Roemeens kunstschaatser.
Chiper is actief als individuele kunstschaatser en wordt gecoacht door zijn vrouw Sandra Schär-Chiper. 
| records             | punten | datum      | toernooi                  |
| ------------------- | ------ | ---------- | ------------------------- |
| Hoogste totaalscore | 191.95 | 19-11-2005 | Tophee Eric Bompard 2005  |
| Hoogste korte kür   | 67.66  | 14-02-2006 | Olympische Spelen 2006    |
| Hoogste lange kür   | 125.70 | 19-11-2005 | Trophee Eric Bompard 2005 |

## Belangrijke resultaten
| Kampioenschap          | 1999 | 2000 | 2001 | 2002 | 2003 | 2004 | 2005 | 2006 |
| ---------------------- | ---- | ---- | ---- | ---- | ---- | ---- | ---- | ---- |
| Olympische Spelen      |      |      |      | 23e  |      |      |      | 14e  |
| Wereldkampioenschap    |      |      | 21e  |      | 18e  | 17e  | 18e  |      |
| Europees Kampioenschap | 20e  | 29e  | 15e  | 18e  | 9e   | 9e   | 8e   | 9e   |